# Schizophyllum tetuanum
Schizophyllum tetuanum är en mångfotingart som beskrevs av Carl Graf Attems 1903. Schizophyllum tetuanum ingår i släktet Schizophyllum och familjen kejsardubbelfotingar. Inga underarter finns listade i Catalogue of Life.